# Stjepan Bartolović
Stjepan Bartolović (Bač, 23. studenog 1909. – Zagreb, 11. veljače 1992.) je bio bački hrvatski etnograf, jezikoslovac, spisatelj i kulturni povjesničar i kulturni djelatnik. Po struci je bio profesor hrvatskog jezika i književnosti. Predavao je nekoliko godina u subotičkoj gimnaziji a radio je i kao lektor u Narodnom kazalištu.
Surađivao je s Subotičkim novinama, Klasje naših ravni, Obzoru i drugima. 

## Djela
- Građa za rječnik bunjevačkih i šokačkih Hrvata